# Bergasa
Bergasa est une commune de la communauté autonome de La Rioja, en Espagne.

## Démographie
| 1900 | 1910 | 1920 | 1930 | 1940 | 1950 | 1960 | 1970 | 1981 |
| ---- | ---- | ---- | ---- | ---- | ---- | ---- | ---- | ---- |
| 526  | 583  | 598  | 609  | 608  | 665  | 613  | 373  | 265  |

| 1991 | 2001 | 2011 | - | - | - | - | - | - |
| ---- | ---- | ---- | - | - | - | - | - | - |
| 205  | 155  | 147  | - | - | - | - | - | - |

## Administration

### Conseil municipal
La ville de Bergasa comptait 148 habitants aux élections municipales du 26 mai 2019. Son conseil municipal (en espagnol : Pleno del Ayuntamiento) se compose donc de 5 élus.
| Parti | Parti                                    | Voix | %       | Élus  |
| ----- | ---------------------------------------- | ---- | ------- | ----- |
|       | Parti populaire (PP)                     | 101  | 74,26 % | 4 / 5 |
|       | Izquierda Unida (IU)                     | 22   | 16,18 % | 1 / 5 |
|       | Parti socialiste ouvrier espagnol (PSOE) | 9    | 6,61 %  | 0 / 5 |
|       | Partido Riojano (PR+)                    | 4    | 2,94 %  | 0 / 5 |

### Liste des maires
| Mandat    | Maire | Maire                 | Parti |
| --------- | ----- | --------------------- | ----- |
| 2007-2011 |       | ?                     | PP    |
| 2011-2015 |       | Ángel Ferrero Chimeno | PP    |
| 2015-2019 |       | Ángel Ferrero Chimeno | PP    |
| 2019-2023 |       | Ángel Ferrero Chimeno | PP    |